# Бижамов, Джамбулат Тагирович
Джамбулат Тагирович Бижамов (10 января 2001, Махачкала, Дагестан, Россия) — российский боксёр-любитель, выступающий в средней весовой категории. Серебряный призёр чемпионата мира (2021), трёхкратный чемпион России (2020, 2021, 2023), чемпион мира среди молодёжи (2018), трёхкратный чемпион Европы среди юниоров (2015, 2018 и 2019) в любителях, победитель Кубка Европы (2023), победитель Кубка России имени Олега Саитова (2024).

## Биография
Родился и вырос в Дагестане, в городе Махачкала. Кумык по национальности.

## Любительская карьера
Живет и тренируется в Туле с 2022 года, до этого занимался боксом в Дагестане в Академии бокса при махачкалинской ШВСМ под руководством заслуженного тренера России Рашидбека Ахмедова.
Первым тренером был Радик Алиев, а тренировался в начале своей карьеры в махачкалинской спортивной школе имени Бузая Ибрагимова.
На Первенстве Европы среди школьников 2015 года Бижамов провел 4 поединка, одолев боксеров из Израиля, Венгрии и Украины.
В апреле 2018 года выиграл первенство Европы среди юниоров, победив в финале боксёра из Азербайджана.
В 2018 году он в составе сборной России выиграл первенство мира среди юниоров (для спортсменов не старше 18 лет) в Венгрии. В финале Джамбулат победил боксёра из Казахстана. Российская команда в итоге впервые в своей истории выиграла общий зачет, а Бижамов был признан оргкомитетом соревнований лучшим боксером мирового первенства.
Федерация бокса России назвала Джамбулата Бижамова лучшим спортсменом 2018 года среди юниоров.
Первый чемпионат России среди взрослых сложился для Джамбулата неоднозначно: он в 1/8 финала выиграл у Даниила Тетерева. В четвертьфинале победив Игоря Иванченко, дошёл до полуфинала, где единогласным решением судей проиграл Андрею Ковальчуку.
5 ноября 2021 года в финале чемпионата мира в Белграде проиграл кубинцу Йоэнлису Эрнандесу и завоевал серебряную медаль

## Достижения и награды
- Победитель первенства мира среди юниоров: 2018
- Трёхкратный победитель первенства Европы: 2015, 2018, 2019
- Четырёхкратный победитель первенства России: 2015, 2017, 2018, 2019[10], 2020
- Бронзовый призёр чемпионата России: 2019
- Лучший боксёр года в Мире среди юниоров: 2018[11]
- Чемпион России: 2020, 2021, 2023
- Серебряный призёр чемпионата мира 2021
- Серебряный призёр чемпионата России: 2022
- Победитель Кубка Европы 2023
- Кубок России по боксу 2024 — .
- Кубок России по боксу 2025 — ;

## Семья
- Прадед, Тагир Бижамов — колхозник, участник Великой Отечественной, сражался за освобождение Сталинграда, служил в разведке, участвовал в битве за Варшаву, похоронен в г. Макув Мазовецки, ул. Спортова, на братском кладбище[12].
- Дед, Тажутдин Бижамов — министр юстиции РД (1992—1999), генерал-лейтенант юстиции, доктор юридических наук[13].
- Отец, Тагир Бижамов — мировой судья судебного участка № 67 Кумторкалинского района[14]